# トヨタ自動車ビーチバレーボール部
トヨタ自動車ビーチバレーボール部（トヨタじどうしゃビーチバレーボールぶ）は、日本のビーチバレークラブである。この項ではホームコートである衣浦ビーチバレーボール施設についても述べる。

## 概要
2015年7月にトヨタ自動車が「地域と密着したスポーツ振興の一環」として設立、ゼネラルマネージャーに川合俊一が就任した。現在はエグゼクティブ・アドバイザーを務める。
2018年7月には愛知県碧南市にあるトヨタ自動車衣浦工場内に全天候型のビーチバレーコート「衣浦ビーチバレーボール施設」が完成し、それまで練習していた神奈川県平塚市から拠点を移している。

## 所属選手
- 白鳥勝浩（2015年 - 2022年3月）
- 西堀健実（2015年5月 - 2024年12月[6]）
- 溝江明香（2015年5月 - 2024年12月）
- 和田麻里江（2016年2月[7] - 2019年[8]）
- 橋本涼加（2016年8月[9] - 2024年12月）
- 石島雄介（2017年4月[10] - 2024年12月）
- 進藤涼（2017年4月[10] - 2024年12月）
- マルキ ナシム（2020年4月[10] - ）
- 安達龍一（2023年4月 - ）
- 山田紗也香（2022年4月 - ）
- 水町泰杜（2024年5月 - ）
- 秋重若菜（2025年4月[11] - ）
- 森愛唯（2025年4月[12] - ）

## 衣浦ビーチバレーボール施設
衣浦ビーチバレーボール施設（きぬうらビーチバレーボールしせつ）は、愛知県碧南市にあるトヨタ自動車衣浦工場内に開設されたビーチバレーボールコート。
全天候型のビーチバレーコートでトヨタ自動車ビーチバレーボール部のホームコートとして2018年7月に竣工した。
施設はクラブハウスのほか、国内最大の屋内コート2面と屋外コート2面を備える。